# Friedrich Schauta
Friedrich Schauta (Vienna, 15 luglio 1849 – Vienna, 10 gennaio 1919) è stato un ginecologo austriaco.

## Biografia
Nel 1874 riceve il dottorato di medicina presso l'Università di Vienna e dopo la laurea rimase a Vienna come assistente presso la clinica chirurgica di Johann von Dumreicher (1815-1880). Dal 1876 al 1881 Schauta lavorò con Joseph Späth (1823-1896) presso la clinica ostetrica e ginecologica di quest'ultimo. Nel 1881 prese la sua abilitazione come ginecologo e ostetrico a Vienna, e successivamente si trasferì all'Università di Innsbruck, dove nel 1884 divenne professore ordinario. Tre anni dopo, a Praga, successe August Breisky (1832-1889) e nel 1891 tornò a Vienna come successore di Carl Braun (1822-1891), nel posto di presidente del primo dipartimento di ginecologico-ostetrico.
Tra i suoi studenti e assistenti vi erano Ernst Wertheim (1864-1920), Josef von Halban (1870-1937) e Bianca Bienenfeld (1879-1929).
Schauta è ricordato per aver introdotto un'operazione per il cancro uterino, in cui l'utero e le ovaie vengono rimossi per via della vagina (operazione Schauta-Stoeckel). 
Pubblicò numerosi articoli nei settori della ginecologia e dell'ostetricia, due dei suoi libri più conosciuti furono Grundriss der operative Geburtshilfe e Lehrbuch der gesammten Gynäkologie.
Con Rudolf Chrobak (1843-1910), progettò e gestì la costruzione di un nuovo reparto ospedaliero per la ginecologia a Vienna. Nel 1929 la Schautagasse a Vienna-Favoriten fu chiamata in suo onore.

## Opere principali
- Grundriss der operativen Geburtshilfe. Vienna and Leipzig, Edition 13 in 1896
- Die Beckenanomalien. In Müller’s Handbuch der Geburtshilfe, second edition; Stuttgart, 1888.
- Indicationsstellung der vaginalen Totalexstirpation. Archiv für Gynäkologie, Berlin, XXXIX.
- Indication und Technik der vaginalen Totalexstirpation. Zeitschrift für Heilkunde. 1891.
- Indication und Technik der Adnexoperationen. Verhandlungen der deutschen Gesellschaft für Gynäkologie, 1893
- Sectio caesarea vaginalis. Heilkunde, 1898.
- Lehrbuch der gesamten Gynäkologie. Leipzig e Vienna, 1895-1894. (traduzione in italiano, 1898; terza edizione, 1906/1907).
- Die Österreichischen Gebäranstalten 1848-1898. In: Österreichische Wohlfahrtseinrichtungen, third edition; Vienna, 1901.
- Tabulae gynaecologicae. (con Fritz Hitschmann 1870-1926). Vienna, 1905.